# Médea (Cherubini)
Médea (francouzsky Médée, italsky Medea) je opera italského skladatele Luigiho Cherubiniho na známý antický námět. Měla premiéru v Paříži v divadle Théâtre Feydeau 13. března 1797. Od poloviny 19. století se prosazovala verze s recitativy Franze Lachnera, vypracovanými pro inscenaci ve Frankfurtu nad Mohanem roku 1855. V italštině ji uvedlo až 6. června 1865 londýnské His Majesty's Theatre, první inscenaci v Itálii uvedla milánská La Scala 30. prosince 1909.

## Médea v českých zemích
Cherubiniho Medea byla v českých zemích uvedena poprvé 7. prosince 1812 v městském divadle v Brně; jednalo se o německojazyčnou verzi Georga Friedricha Treitschkeho, jež měla premiéru ve Vídni 6. listopadu 1802. V pražském Stavovském divadle se tatáž verze hrála poprvé až 7. února 1840.
Zatímco v zahraničí není tato opera úplně neznámá, její „novodobá česká premiéra“ se uskutečnila až v Plzni v roce 2017, v rámci festivalu Opera 2017 pak měli na podzim téhož roku možnost toto představení zhlédnout též diváci v Praze.